# 1930 في كولومبيا
فيما يلي قوائم الأحداث التي وقعت خلال عام 1930 في كولومبيا.

## سياسة

### تعيين في المنصب
- 7 أغسطس – إدواردو سانتوس وزير خارجية كولومبيا ‏.

### انتهاء فترة المنصب
- 13 ديسمبر – إدواردو سانتوس وزير خارجية كولومبيا ‏.

## مواليد

### يناير
- 1 يناير – إنريكي باريجو غونزاليس سياسي كولومبي.
- 22 يناير – دانيال كامارغو باربوسا قاتل متسلسل كولومبي.

### فبراير
- 14 فبراير – خوانيتا غارسيا مغنية من الولايات المتحدة الأمريكية.

### يوليو
- 4 يوليو – كارلوس ارديلا لول رجل أعمال كولومبي.

### نوفمبر
- 2 نوفمبر – أرتور روبليدو أوكامبو مهندس معماري كولومبي.
- 16 نوفمبر – إغناثيو كال لاعب كرة قدم كولومبي.

## وفيات

### أبريل
- 7 أبريل – ريكاردو أسيفيدو بيرنال (مواليد 1867) رسام كولومبي.